# Biar
Biar község Spanyolországban, Alicante tartományban. Lakosainak száma 3634 fő (2024).

## Fekvése
Biar Banyeres de Mariola, Beneixama, Campo de Mirra, Cañada, Castalla, Onil, Sax és Villena községekkel határos.

## Népesség
A település lakosságának változását az alábbi diagram mutatja:
| Lakosok száma | 3533 | 3574 | 3647 | 3723 | 3738 | 3670 | 3647 | 3671 | 3628 | 3634 |
|               | 2001 | 2004 | 2006 | 2009 | 2011 | 2014 | 2016 | 2019 | 2021 | 2024 |